# Nototriche sulphurea
Nototriche sulphurea är en malvaväxtart som beskrevs av Arthur William Hill. Nototriche sulphurea ingår i släktet Nototriche och familjen malvaväxter. Inga underarter finns listade i Catalogue of Life.